# Резолюции Совета Безопасности ООН 501—600
Это список резолюций Совета Безопасности ООН с 501 по 600, принятых в период с 25 февраля 1982 г. по 19 октября 1987 г.
| Резолюция | Дата             | Голосование                                                         | Вопрос                                                                                  |
| --------- | ---------------- | ------------------------------------------------------------------- | --------------------------------------------------------------------------------------- |
| 501       | 25 февраля 1982  | 13-0-2 (воздержались: Польша, СССР)                                 | Увеличивает численность Временных сил ООН в Ливане.                                     |
| 502       | 3 апреля 1982    | 10-1-4 (против: Панама; воздержались: Испания, Китай, Польша, СССР) | Требует прекращения Фолклендской войны                                                  |
| 503       | 9 апреля 1982    | 15-0-0                                                              | Смертные приговоры трём членам Африканского национального конгресса в ЮАР               |
| 504       | 30 апреля 1982   | Принята «консенсусом»                                               | Миротворческая миссия Организации африканского единства в Чаде                          |
| 505       | 26 мая 1982      | 15-0-0                                                              | Переговоры после Фолклендской войны                                                     |
| 506       | 26 мая 1982      | 15-0-0                                                              | Продлевает мандат Сил ООН по наблюдению за разъединением                                |
| 507       | 28 мая 1982      | 15-0-0                                                              | Отчёт о неудавшемся перевороте иностранных наёмников на Сейшельских островах            |
| 508       | 5 июня 1982      | 15-0-0                                                              | Требует прекращения боевых действий в Ливанской войне.                                  |
| 509       | 6 июня 1982      | 15-0-0                                                              | Израильское вторжение в Ливан                                                           |
| 510       | 15 июня 1982     | 15-0-0                                                              | Продлён мандат Вооружённых сил ООН по поддержанию мира на Кипре                         |
| 511       | 18 июня 1982     | 13-0-2 (воздержались: Польша, СССР)                                 | Продлён мандат Временных сил ООН в Ливане                                               |
| 512       | 19 июня 1982     | 15-0-0                                                              | Гуманитарная ситуация в Ливане                                                          |
| 513       | 4 июля 1982      | 15-0-0                                                              | Гуманитарная ситуация в Ливане                                                          |
| 514       | 12 июля 1982     | 15-0-0                                                              | Призывает к прекращению боевых действий в ирано-иракской войне                          |
| 515       | 29 июля 1982     | 14-0-0 (США не участвовали в голосовании)                           | Блокада Бейрута Израилем                                                                |
| 516       | 1 августа 1982   | 15-0-0                                                              | Нарушения режима прекращения огня в Бейруте                                             |
| 517       | 4 августа 1982   | 14-0-1 (воздержались: США)                                          | Призывает Израиль вернуть свои войска на прежние позиции                                |
| 518       | 12 августа 1982  | 15-0-0                                                              | Требует от Израиля и других сторон строгого соблюдения резолюций Совета Безопасности.   |
| 519       | 17 августа 1982  | 13-0-2 (воздержались: Польша, СССР)                                 | Продлён мандат Временных сил ООН в Ливане                                               |
| 520       | 17 сентября 1982 | 15-0-0                                                              | Убийство избранного президента Ливана Башира Жмайеля                                    |
| 521       | 19 сентября 1982 | 15-0-0                                                              | Резня палестинцев в Бейруте ополчением Ливанских сил                                    |
| 522       | 4 октября 1982   | 15-0-0                                                              | Призывы к прекращению огня в войне между Ираком и Ираном                                |
| 523       | 18 октября 1982  | 13-0-2 (воздержались: Польша, СССР)                                 | Продлён мандат Временных сил ООН в Ливане                                               |
| 524       | 29 ноября 1982   | 15-0-0                                                              | Продлевает мандат Сил ООН по наблюдению за разъединением                                |
| 525       | 7 декабря 1982   | 15-0-0                                                              | Смертные приговоры трём членам Африканского национального конгресса в ЮАР               |
| 526       | 14 декабря 1982  | 15-0-0                                                              | Продлён мандат Вооружённых сил ООН по поддержанию мира на Кипре                         |
| 527       | 15 декабря 1982  | 15-0-0                                                              | Атака ЮАР на Лесото                                                                     |
| 528       | 21 декабря 1982  | Принята «консенсусом»                                               | Арабский язык в Совете Безопасности                                                     |
| 529       | 18 января 1983   | 13-0-2 (воздержались: Польша, СССР)                                 | Продлён мандат Временных сил ООН в Ливане                                               |
| 530       | 19 мая 1983      | 15-0-0                                                              | Напряжённость между Гондурасом и Никарагуа; усилия Контадорской группы                  |
| 531       | 26 мая 1983      | 15-0-0                                                              | Продлевает мандат Сил ООН по наблюдению за разъединением                                |
| 532       | 31 мая 1983      | 15-0-0                                                              | Осуждает продолжающуюся оккупацию Намибии Южной Африкой                                 |
| 533       | 7 июня 1983      | 15-0-0                                                              | Смертные приговоры членам Африканского национального конгресса в Южной Африке           |
| 534       | 15 июня 1983     | 15-0-0                                                              | Продлён мандат Вооружённых сил ООН по поддержанию мира на Кипре                         |
| 535       | 29 июня 1983     | 15-0-0                                                              | Одобряет отчёт миссии в Лесото; помощь Лесото                                           |
| 536       | 18 июля 1983     | 13-0-2 (воздержались: Польша, СССР)                                 | Продлён мандат Временных сил ООН в Ливане                                               |
| 537       | 22 сентября 1983 | 15-0-0                                                              | Приём Сент-Китс и Невиса в ООН                                                          |
| 538       | 18 октября 1983  | 13-0-2 (воздержались: Польша, СССР)                                 | Продлён мандат Временных сил ООН в Ливане                                               |
| 539       | 28 октября 1983  | 14-0-1 (воздержались: США)                                          | Осуждает продолжающуюся оккупацию Намибии Южной Африкой                                 |
| 540       | 31 октября 1983  | 12-0-3 (воздержались: Мальта, Никарагуа, Пакистан)                  | Осуждает ирано-иракскую войну                                                           |
| 541       | 18 ноября 1983   | 13-1-1 (против: Пакистан; воздержалась: Иордания)                   | Декларация независимости Турецкой Республики Северного Кипра                            |
| 542       | 23 ноября 1983   | 15-0-0                                                              | Гражданская война в Ливане                                                              |
| 543       | 29 ноября 1983   | 15-0-0                                                              | Продлевает мандат Сил ООН по наблюдению за разъединением                                |
| 544       | 15 декабря 1983  | 15-0-0                                                              | Продлён мандат Вооружённых сил ООН по поддержанию мира на Кипре                         |
| 545       | 20 декабря 1983  | 14-0-1 (воздержались: США)                                          | Южноафриканская оккупация юга Анголы                                                    |
| 546       | 6 января 1984    | 13-0-2 (воздержались: Великобритания, США)                          | Атаки ЮАР на Анголу                                                                     |
| 547       | 13 января 1984   | 15-0-0                                                              | Смертный приговор Бенджамину Малоизу в Южной Африке                                     |
| 548       | 24 февраля 1984  | 15-0-0                                                              | Приём Брунея-Даруссалама в ООН.                                                         |
| 549       | 19 апреля 1984   | 13-0-2 (воздержались: СССР, Украина)                                | Продлён мандат Временных сил ООН в Ливане                                               |
| 550       | 11 мая 1984      | 13-1-1 (против: Пакистан; воздержались: США)                        | Сепаратистская деятельность на Кипре                                                    |
| 551       | 30 мая 1984      | 15-0-0                                                              | Продлевает мандат Сил ООН по наблюдению за разъединением                                |
| 552       | 1 июня 1984      | 13-0-2 (воздержались: Зимбабве, Никарагуа)                          | Иранские атаки на корабли в портах Кувейта и Саудовской Аравии                          |
| 553       | 15 июня 1984     | 15-0-0                                                              | Продлён мандат Вооружённых сил ООН по поддержанию мира на Кипре                         |
| 554       | 17 августа 1984  | 13-0-2 (воздержались: Великобритания, США)                          | Парламентские выборы в ЮАР (1984)                                                       |
| 555       | 12 октября 1984  | 13-0-2 (воздержались: СССР, Украина)                                | Продлён мандат Временных сил ООН в Ливане                                               |
| 556       | 23 октября 1984  | 14-0-1 (воздержались: США)                                          | Массовые убийства противников апартеида в Южной Африке                                  |
| 557       | 28 ноября 1984   | 15-0-0                                                              | Продлевает мандат Сил ООН по наблюдению за разъединением                                |
| 558       | 13 декабря 1984  | 15-0-0                                                              | Производство оружия в ЮАР несмотря на эмбарго на поставки оружия                        |
| 559       | 14 декабря 1984  | 15-0-0                                                              | Продлён мандат Вооружённых сил ООН по поддержанию мира на Кипре                         |
| 560       | 12 марта 1985    | 15-0-0                                                              | Осуждает репрессии в Южной Африке                                                       |
| 561       | 17 апреля 1985   | 13-0-2 (воздержались: СССР, Украина)                                | Продлён мандат Временных сил ООН в Ливане                                               |
| 562       | 10 мая 1985      | Принята по пунктам                                                  | Американо-никарагуанские отношения; усилия Контадорской группы                          |
| 563       | 21 мая 1985      | 15-0-0                                                              | Продлевает мандат Сил ООН по наблюдению за разъединением                                |
| 564       | 31 мая 1985      | 15-0-0                                                              | Гуманитарная ситуация в Ливане                                                          |
| 565       | 14 июня 1985     | 15-0-0                                                              | Продлён мандат Вооружённых сил ООН по поддержанию мира на Кипре                         |
| 566       | 19 июня 1985     | 13-0-2 (воздержались: Великобритания, США)                          | Продолжающаяся оккупация Намибии Южной Африкой                                          |
| 567       | 20 июня 1985     | 15-0-0                                                              | Нападение ЮАР на Анголу                                                                 |
| 568       | 21 июня 1985     | 15-0-0                                                              | Нападение ЮАР на Ботсвану                                                               |
| 569       | 26 июля 1985     | 13-0-2 (воздержались: Великобритания, США)                          | Осуждает систему апартеида и убийства в Южной Африке                                    |
| 570       | 12 сентября 1985 | 15-0-0                                                              | Вакансия в Международном Суде ООН                                                       |
| 571       | 20 сентября 1985 | 15-0-0                                                              | Нападение ЮАР на Анголу                                                                 |
| 572       | 30 сентября 1985 | 15-0-0                                                              | Нападение ЮАР на Ботсвану                                                               |
| 573       | 4 октября 1985   | 14-0-1 (воздержались: США)                                          | Израильское нападение на Тунис                                                          |
| 574       | 7 октября 1985   | 15-0-0 (раздельное голосование по пункту 6)                         | Нападение ЮАР на Анголу                                                                 |
| 575       | 17 октября 1985  | 13-0-2 (воздержались: СССР, Украина)                                | Продлён мандат Временных сил ООН в Ливане                                               |
| 576       | 21 ноября 1985   | 15-0-0                                                              | Продлевает мандат Сил ООН по наблюдению за разъединением                                |
| 577       | 6 декабря 1985   | 15-0-0 (раздельное голосование по пункту 6)                         | Нападение ЮАР на Анголу                                                                 |
| 578       | 12 декабря 1985  | 15-0-0                                                              | Продлён мандат Вооружённых сил ООН по поддержанию мира на Кипре                         |
| 579       | 18 декабря 1985  | 15-0-0                                                              | Увеличение числа случаев захвата заложников                                             |
| 580       | 30 декабря 1985  | 15-0-0                                                              | Атака ЮАР на Лесото                                                                     |
| 581       | 13 февраля 1986  | 13-0-2 (воздержались: Великобритания, США)                          | Осуждает нападения Южной Африки на другие страны на юге Африки                          |
| 582       | 24 февраля 1986  | 15-0-0                                                              | Осуждает продолжающиеся военные действия в ирано-иракской войне                         |
| 583       | 18 апреля 1986   | 15-0-0                                                              | Продлён мандат Временных сил ООН в Ливане                                               |
| 584       | 29 мая 1986      | 15-0-0                                                              | Продлевает мандат Сил ООН по наблюдению за разъединением                                |
| 585       | 13 июня 1986     | 15-0-0                                                              | Продлён мандат Вооружённых сил ООН по поддержанию мира на Кипре                         |
| 586       | 18 июля 1986     | 15-0-0                                                              | Продлён мандат Временных сил ООН в Ливане                                               |
| 587       | 23 сентября 1986 | 14-0-1 (воздержались: США)                                          | Осуждает нападения на Временные силы ООН в Ливане                                       |
| 588       | 8 октября 1986   | 15-0-0                                                              | Призывает к прекращению войны между Ираном и Ираком                                     |
| 589       | 10 октября 1986  | 15-0-0                                                              | Рекомендует Хавьера Переса де Куэльяра на пост Генерального секретаря на второй срок    |
| 590       | 26 ноября 1986   | 15-0-0                                                              | Продлевает мандат Сил ООН по наблюдению за разъединением                                |
| 591       | 28 ноября 1986   | Принята «консенсусом»                                               | Усиливает эмбарго на поставки оружия в Южную Африку                                     |
| 592       | 8 декабря 1986   | 14-0-1 (воздержались: США)                                          | Осуждает убийство Израилем студентов на палестинских территориях                        |
| 593       | 11 декабря 1986  | 15-0-0                                                              | Продлён мандат Вооружённых сил ООН по поддержанию мира на Кипре                         |
| 594       | 15 января 1987   | 15-0-0                                                              | Продлён мандат Временных сил ООН в Ливане                                               |
| 595       | 27 марта 1987    | 15-0-0                                                              | Вакансия в Международном Суде ООН                                                       |
| 596       | 29 мая 1987      | 15-0-0                                                              | Продлевает мандат Сил ООН по наблюдению за разъединением                                |
| 597       | 12 июня 1987     | 15-0-0                                                              | Продлён мандат Вооружённых сил ООН по поддержанию мира на Кипре                         |
| 598       | 20 Июля 1987     | 15-0-0                                                              | Требует прекращения огня и защиты гражданского населения во время ирано-иракской войны. |
| 599       | 31 июля 1987     | 15-0-0                                                              | Продлён мандат Временных сил ООН в Ливане                                               |
| 600       | 19 октября 1987  | 15-0-0                                                              | Республика Науру и Международный Суд ООН                                                |